# Langau (Oberviechtach)
Langau war eine Gemeinde im ehemaligen Landkreis Oberviechtach, der am 1. Juli 1972 im Landkreis Schwandorf aufging. Sie wurde am 1. Juli 1976 im Zuge der Gebietsreform in Bayern in die Stadt Oberviechtach eingemeindet.
Langau ist auch die geographische Bezeichnung für das über vier Kilometer lange Wiesental der oberen Murach (Lange Au), dem Kern der ehemaligen Gemeinde.

## Geographie
Die Gemeinde Langau hatte eine Fläche von 1300,21 Hektar und entspricht in ihrer Ausdehnung etwa der Gemarkung Mitterlangau im nördlichsten Teil der Stadt Oberviechtach. Es gibt oder gab keine Ortschaft namens Langau. Der Name für die Gemeinde war naheliegend durch die Zugehörigkeit der Ortsteile Oberlangau, Mitterlangau und Unterlangau, die zusammen die Lange Au bilden.
Die Langau (= Lange Au) ist ein schmales, lichtes, nord-süd-gerichtetes Wiesental zwischen den dichten Wäldern des 750 m hohen Stangenberges im Westen und des 808,6 m hohen Stückberg-Greiner-Massivs im Osten. An den Hängen des Stückberg-Greiner-Massivs entspringt die Murach aus zahlreichen Quellen und fließt nach Westen hinunter durch Oberlangau, wo sie sich nach Süden wendet, und weiter durch Mitterlangau fließt. Dann fließt sie in sanftem Bogen nach Osten an Unterlangau, das etwas nach Westen versetzt liegt, vorbei weiter Richtung Pirkhof.
Weiterhin gehörten Pirk, Gütting, Brandhäuser und die  Tannermühle zur Gemeinde Langau. Die sieben Ortsteile der früheren Gemeinde Langau und heutigen Gemarkung Mitterlangau hatten am 16. Januar 2013 zusammengenommen 248 Einwohner.
Die Orte der ehemaligen Gemeinde gehören in kirchlicher Hinsicht zur römisch-katholischen Pfarrei  St. Vitus in Pullenried.
Die Bahnstrecke Nabburg–Schönsee ist stillgelegt.

## Geschichte
Im Zuge des Gemeindeedikts waren 1818 zunächst die Gemeinden Oberlangau und Mitterlangau errichtet worden. Noch im Juli 1818 war die Bildung einer separaten Gemeinde Pirk vorgesehen. Die Regierung des Regenkreises ordnete wegen der zu niedrigen Bevölkerungszahl von Pirk (14 Familien) einen Anschluss an die Gemeinde Oberlangau an. Die Ausdehnung der Gemeinde Langau wurde im März 1830 erreicht, als die Gemeinde Oberlangau im März 1830 nach Mitterlangau eingemeindet wurde. Mitterlangau ist heute noch der Gemarkungsname für das ehemalige Gemeindegebiet von Langau innerhalb der Stadt Oberviechtach.
Die Gemeinde gehörte ursprünglich zum Bezirksamt Neunburg vorm Wald, das 1862 im Landkreis Oberviechtach aufging.